# Landkreis Ansbach
Der Landkreis Ansbach im Regierungsbezirk Mittelfranken ist nach der Fläche der größte Landkreis Bayerns (siehe Liste der Landkreise und kreisfreien Städte in Bayern). Die kreisfreie Stadt Ansbach ist ganz vom Landkreis Ansbach umgeben und gleichzeitig dessen Kreisstadt. Der Landkreis ist Mitglied der Planungsregion Westmittelfranken und der Metropolregion Nürnberg.

## Geographie

### Lage
Die Europäische Wasserscheide trennt von Nordwesten bis Südosten des Landkreises die Wasserläufe zu den großen Flüssen Rhein und Donau. Der tiefste Punkt im Landkreis liegt bei Tauberzell (298 m ü. NHN), der höchste Punkt ist der Hesselberg mit 689,4 m ü. NHN.

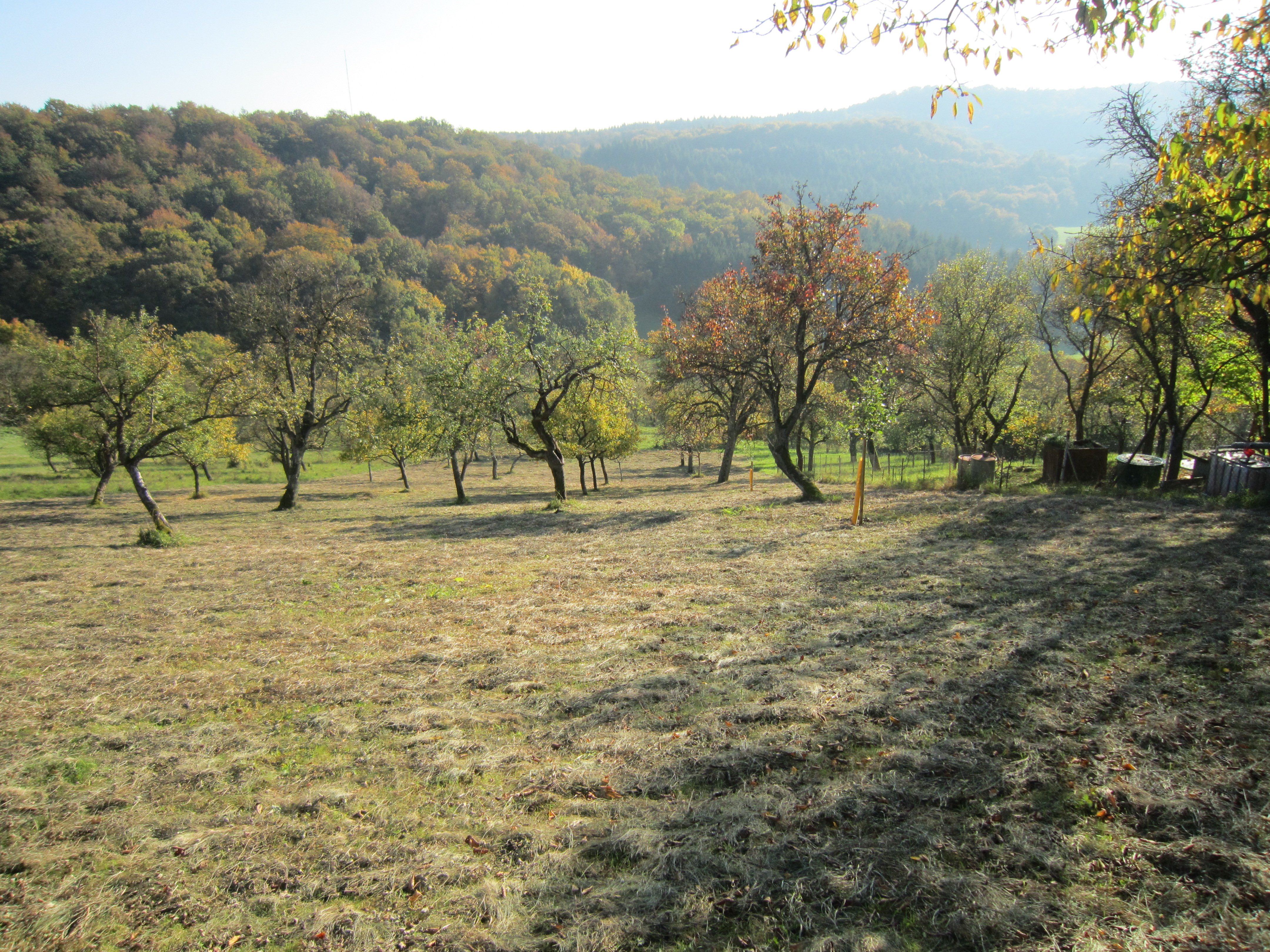
Im Norden wird der Landkreis vom Höhenzug der Frankenhöhe abgegrenzt.
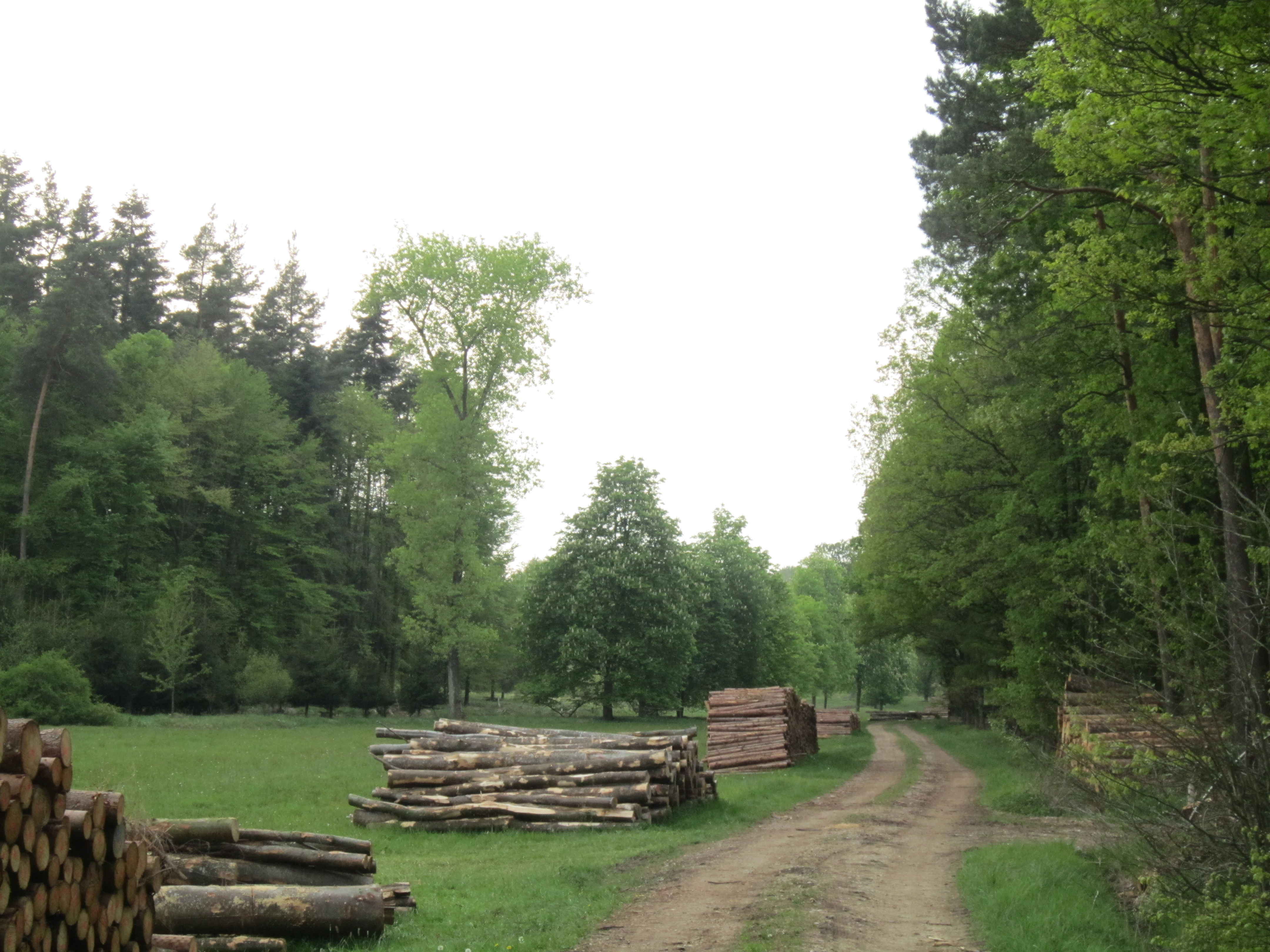
Der Oettinger Forst markiert die südliche Grenze des Landkreises.
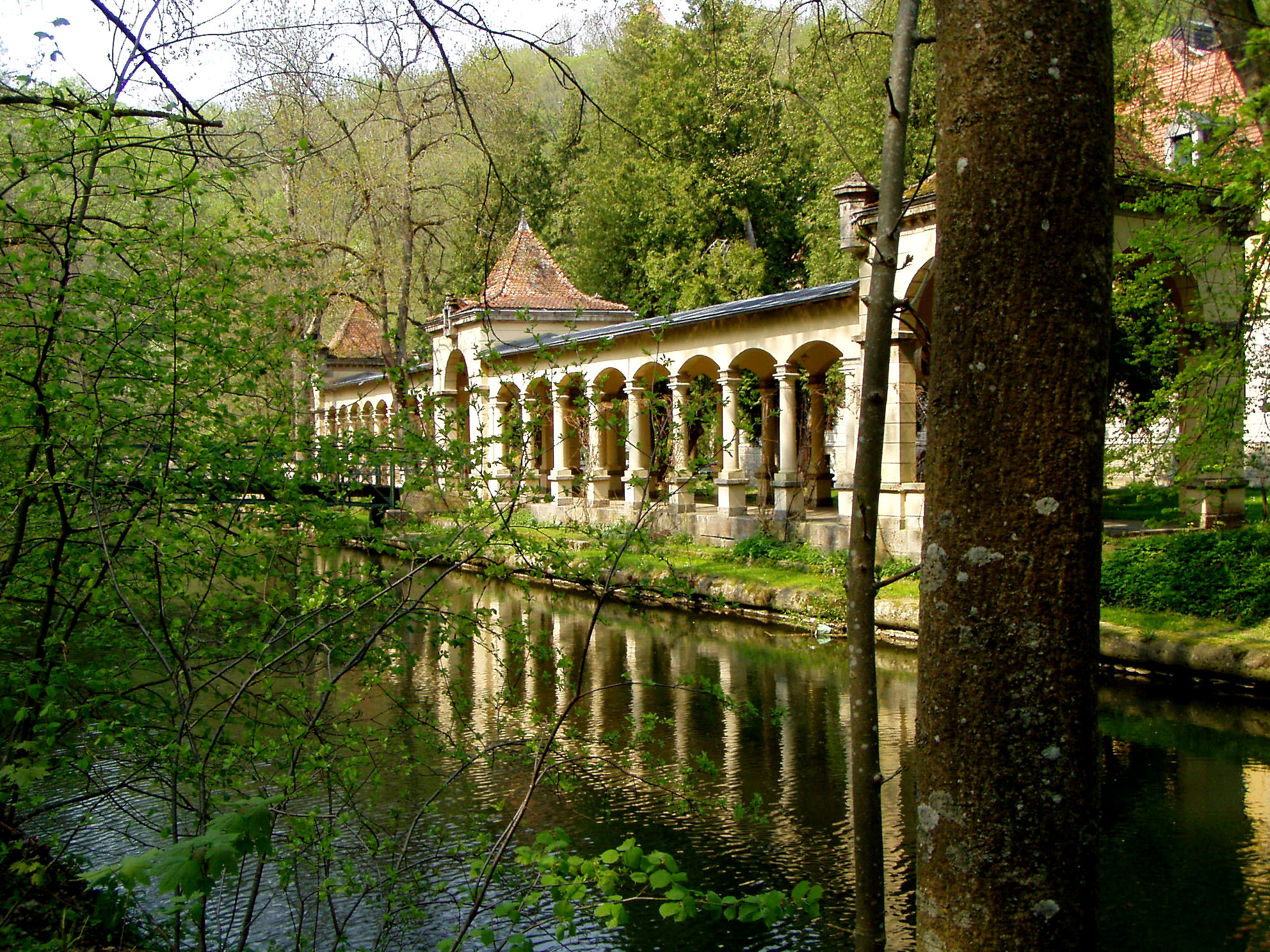
Die Tauber durchfließt den westlichen Landkreis (hier beim Wildbad).
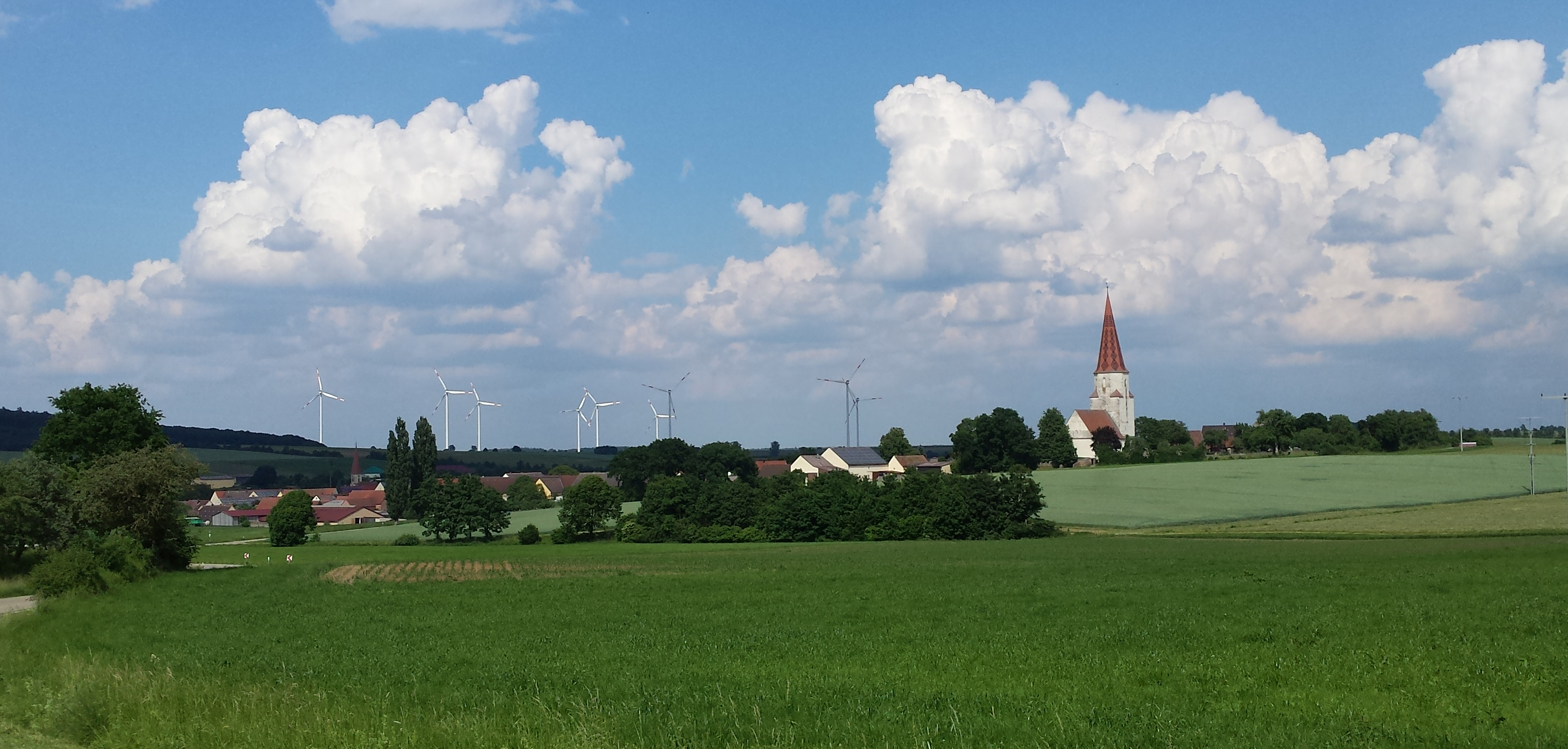
Das Dorf Obermögersheim markiert im Südosten die Grenze zum Landkreis Weißenburg-Gunzenhausen.

### Nachbarkreise
Der Landkreis grenzt im Uhrzeigersinn im Norden beginnend an die Landkreise Neustadt an der Aisch-Bad Windsheim, Fürth, Roth, Weißenburg-Gunzenhausen und Donau-Ries (alle in Bayern) sowie an die Landkreise Ostalbkreis, Schwäbisch Hall und Main-Tauber-Kreis (alle in Baden-Württemberg).

## Geschichte

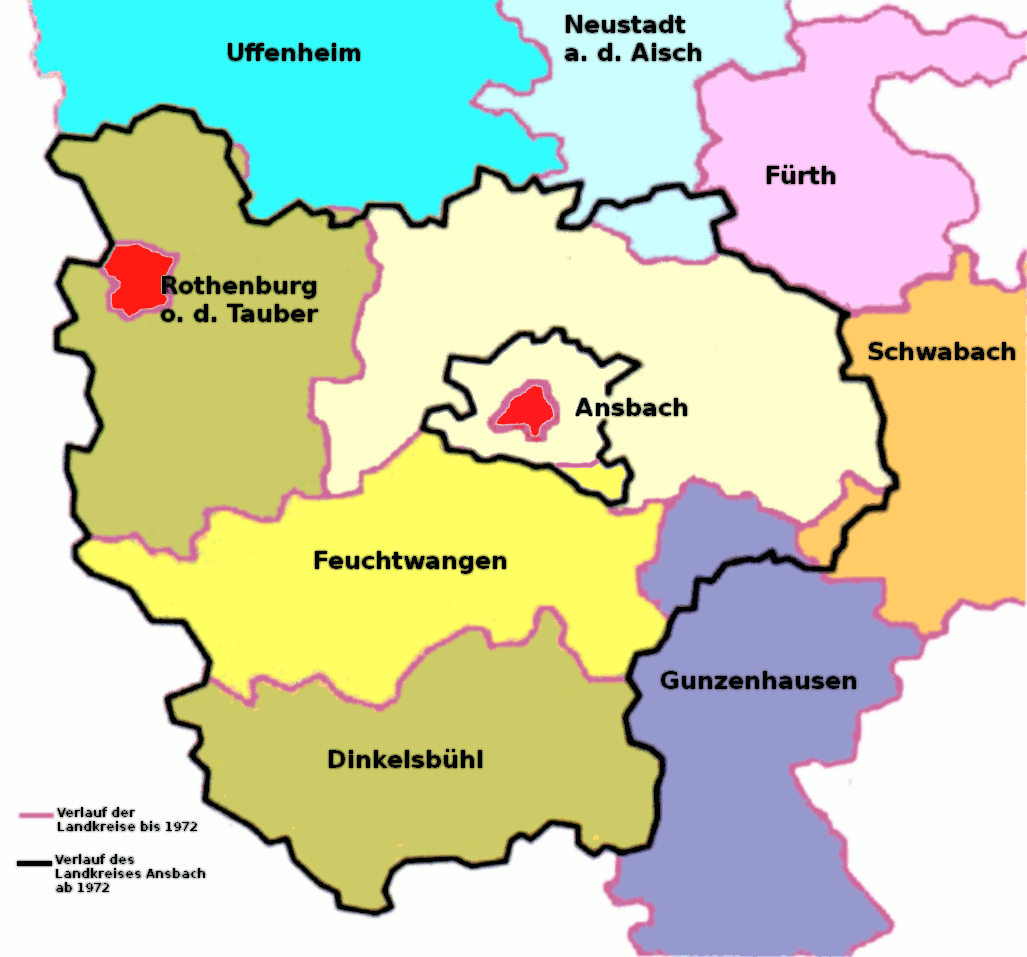
Die Bildung des heutigen Landkreises Ansbach.

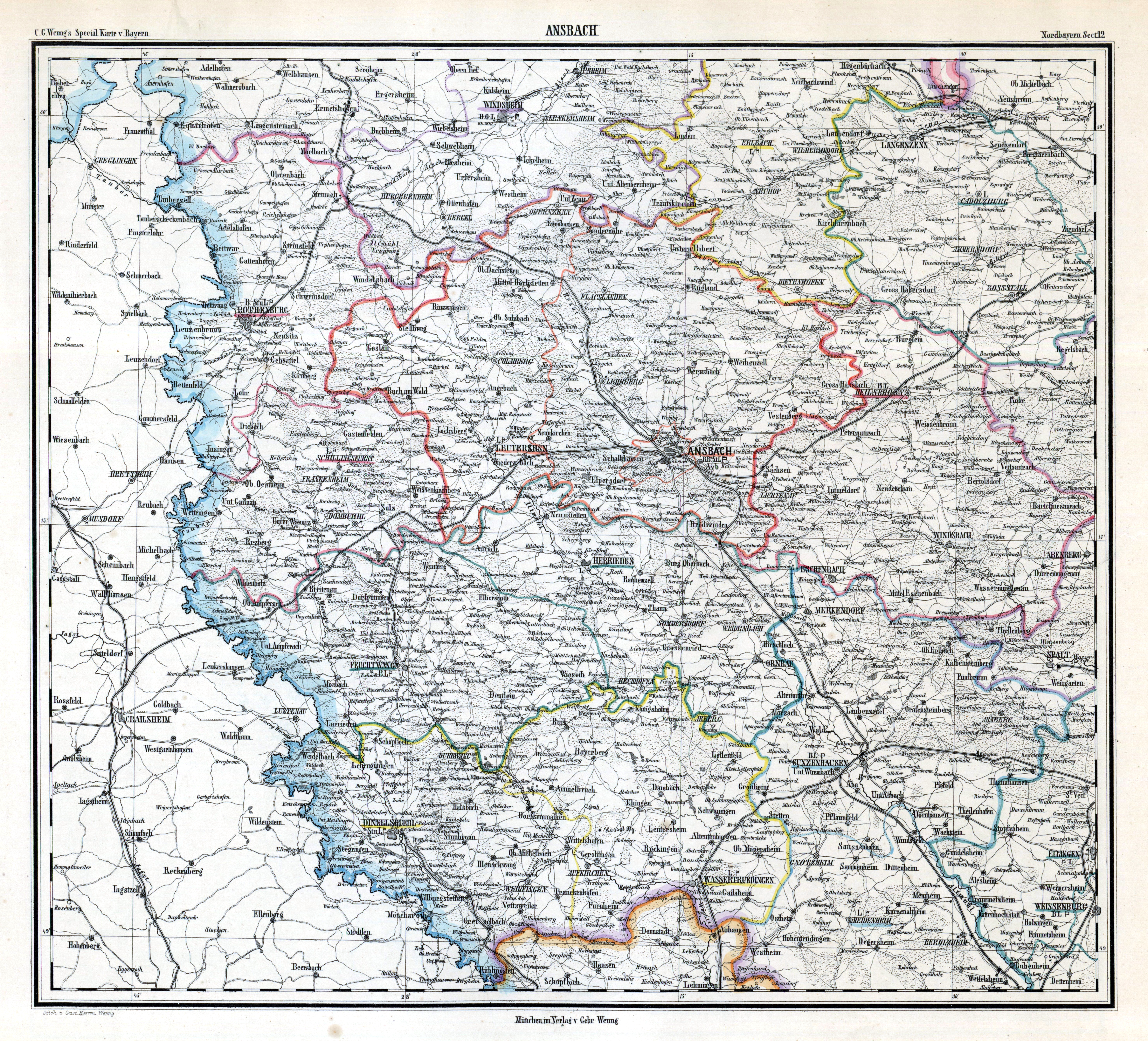
Das heutige Landkreisgebiet mit den damaligen Bezirksämtern und Landgerichten auf der atlasartigen Administrativ-Karte vom Königreiche Bayern (1860) von Gustav Wenng

### Landgerichte

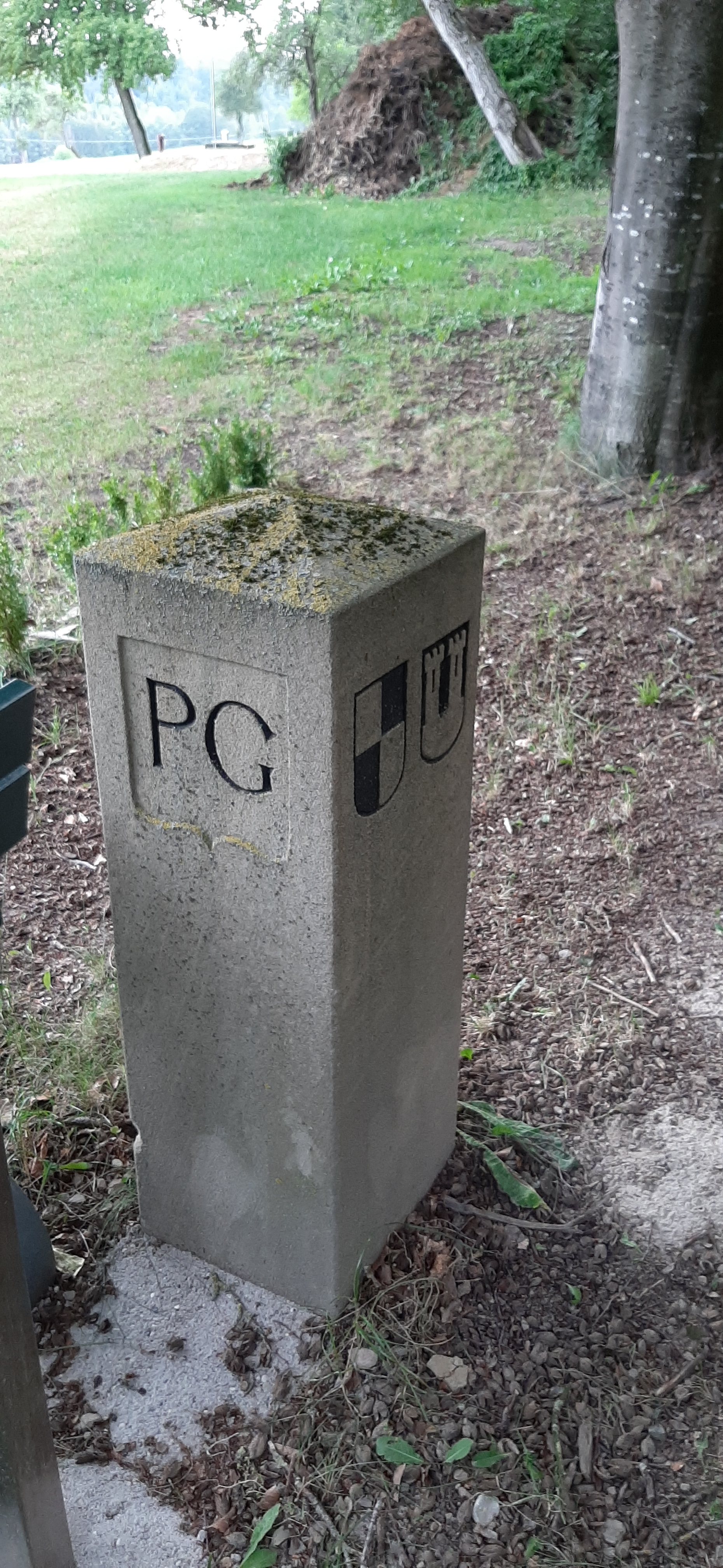
Ein Dreiländereck mitten im Landkreis Ansbach: Der 2013 rekonstruierte Grenzstein von 1804 bei Speierhof zwischen dem preußischen Fürstentum Ansbach, gekennzeichnet durch "PG = Preußisches Gebiet" und das Hohenzollern-Wappen der in der Mediatisierung sich befindlichen Reichsstadt Rothenburg ob der Tauber, gekennzeichnet durch das Stadtwappen (rechts) und einem "R" auf der Rückseite, sowie dem Fürstentum Hohenlohe-Schillingsfürst, gekennzeichnet durch "HG = Hohenlohisches Gebiet" (auf der Rückseite)

Das Gebiet des heutigen Landkreises Ansbach gehörte vor 1800 überwiegend zum Fürstentum Ansbach, den Reichsstädten Rothenburg und Dinkelsbühl, dem Hochstift Eichstätt sowie kleineren Herrschaftsgebieten. 1802 kam das Gebiet zu Bayern und es entstanden die Landgerichtsbezirke Ansbach, Dinkelsbühl, Feuchtwangen, Heilsbronn, Herrieden, Leutershausen, Rothenburg und Wassertrüdingen sowie das Herrschaftsgericht Schillingsfürst, aus dem 1840 das Landgericht Schillingsfürst hervorging. Alle Gerichtsbezirke gehörten ab 1808 zunächst zum Rezatkreis (Hauptstadt Ansbach) bzw. ab 1838 zu Mittelfranken. Die Städte Ansbach, Dinkelsbühl und Rothenburg ob der Tauber waren 1809 kreisunmittelbare Städte geworden und unterstanden somit direkt der Kreisverwaltung.

### Bezirksämter
Im Jahr 1862 wurde durch den Zusammenschluss der Landgerichte älterer Ordnung Ansbach und Leutershausen in administrativer Hinsicht das Bezirksamt Ansbach gebildet. Ebenso wurden die Landgerichte Dinkelsbühl und Wassertrüdingen zum Bezirksamt Dinkelsbühl, die Landgerichte Feuchtwangen und Herrieden zum Bezirksamt Feuchtwangen sowie die Landgerichte Rothenburg und Schillingsfürst zum Bezirksamt Rothenburg ob der Tauber zusammengefasst. Die Städte Ansbach, Dinkelsbühl und Rothenburg ob der Tauber gehörten keinem Bezirksamt an.
Das Bezirksamt Heilsbronn, das im Jahr 1862 in Fortführung des Landgerichts älterer Ordnung Heilsbronn gebildet wurde, wurde am 1. Januar 1880 auf die Bezirksämter Ansbach, Gunzenhausen und Schwabach aufgeteilt. Das Bezirksamt Ansbach trat einige Gemeinden an die Bezirksämter Rothenburg ob der Tauber und Uffenheim ab. Zudem erhielt das Bezirksamt Rothenburg ob der Tauber die Gemeinde Preuntsfelden des Bezirksamtes Uffenheim.

### Landkreise
Am 1. Januar 1939 wurde wie überall im Deutschen Reich die Bezeichnung Landkreis eingeführt. So wurden aus den Bezirksämtern die Landkreise Ansbach, Dinkelsbühl, Feuchtwangen und Rothenburg ob der Tauber.
Die Stadt Dinkelsbühl wurde am 1. April 1940 wieder dem Landkreis Dinkelsbühl zugeteilt, ebenso die Stadt Rothenburg ob der Tauber dem gleichnamigen Landkreis, doch wurde dies im Falle Rothenburgs am 1. April 1948 wieder rückgängig gemacht, während Dinkelsbühl die Kreisfreiheit nicht wiedererlangte.
Am 1. Oktober 1970 wurde die Stadt Ansbach um die Gemeinde Eyb des Landkreises vergrößert.
Am 1. Juli 1971 wurde der Landkreis Feuchtwangen um Gemeinden des Landkreises Dinkelsbühl vergrößert.

### Landkreis Ansbach
Im Zuge der Gebietsreform in Bayern wurde am 1. Juli 1972 ein neuer und größerer Landkreis Ansbach gebildet aus
- dem alten Landkreis Ansbach bis auf die Gemeinden Bernhardswinden, Brodswinden, Elpersdorf bei Ansbach, Hennenbach, Neuses bei Ansbach und Schalkhausen, die in die Stadt Ansbach eingemeindet wurden.
- dem Landkreis Dinkelsbühl
- dem Landkreis Feuchtwangen bis auf die Gemeinde Claffheim, die in die Stadt Ansbach eingemeindet wurde
- dem Landkreis Rothenburg ob der Tauber bis auf die Gemeinden Ermetzhof und Steinach an der Ens, die zum Landkreis Neustadt an der Aisch-Bad Windsheim kamen
- der kreisfreien Stadt Rothenburg ob der Tauber
- den Gemeinden Biederbach, Gerbersdorf, Heglau, Hirschlach, Ismannsdorf, Merkendorf, Mitteleschenbach, Reutern, Selgenstadt und Wolframs-Eschenbach des Landkreises Gunzenhausen
- den Gemeinden Dietenhofen und Neudorf des Landkreises Neustadt an der Aisch sowie
- den Gemeinden Hergersbach, Untereschenbach und Winkelhaid des Landkreises Schwabach.[6]

Am 1. Mai 1978 kam Bosacker im Zuge der Gebietsreform vom Landkreis Nördlingen hinzu.
Der Landkreis Ansbach ist seitdem der flächengrößte Landkreis in Bayern. Rothenburg ob der Tauber erhielt aufgrund des Verlusts der Kreisfreiheit den Status einer Großen Kreisstadt. Ansbach blieb als kreisfreie Stadt erhalten und wurde Sitz des neuen Landkreises Ansbach. Am 1. Januar 1998 wurde auch Dinkelsbühl wegen seiner historischen Bedeutung bzw. aufgrund der Tatsache, dass es bis 1940 kreisfrei war, zur Großen Kreisstadt erhoben.

### Einwohnerentwicklung

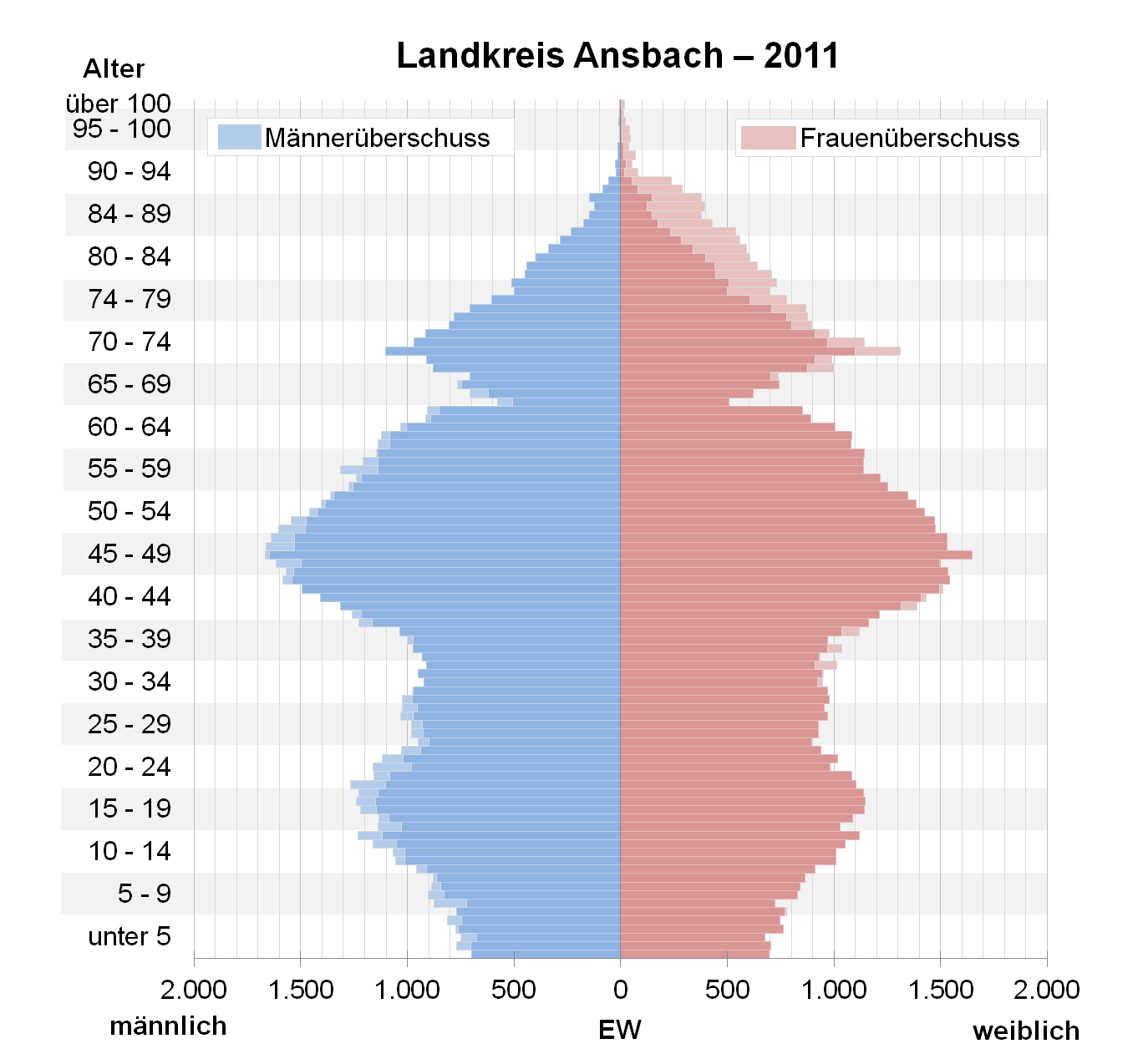
Bevölkerungspyramide für den Kreis Ansbach (Datenquelle: Zensus 2011.)

Von 1988 bis 2008 wuchs der Landkreis Ansbach um fast 23.000 Einwohner bzw. um rund 14 %. Seit 2005 ist die Tendenz nach einem Höchststand von rd. 184.600 Einwohnern rückläufig.
Im Zeitraum 1988 bis 2018 stieg die Einwohnerzahl von 158.695 auf 183.949 um 25.254 Einwohner bzw. um 15,9 %.
Die nachfolgenden Zahlen beziehen sich auf den Gebietsstand vom 25. Mai 1987:
| Jahr      | 1840    | 1900    | 1939    | 1950    | 1961    | 1970    | 1987    | 1991    | 1995    | 2000    | 2005    | 2010    | 2015    | 2020    |
| --------- | ------- | ------- | ------- | ------- | ------- | ------- | ------- | ------- | ------- | ------- | ------- | ------- | ------- | ------- |
| Einwohner | 111.153 | 116.024 | 117.077 | 168.909 | 149.022 | 155.809 | 157.632 | 168.373 | 178.265 | 183.207 | 183.755 | 179.925 | 181.314 | 185.316 |

## Politik

### Kreistag
Die letzten Kommunalwahlen führten zu den folgenden Sitzverteilungen im Kreistag:
| Kreistagswahl 2020Wahlbeteiligung: 63,2 % (+0,8 %) %50403020100 40,020,516,511,65,33,62,6 CSUFWGrüneSPDÖDPFDPLinkeGewinne und Verlusteim Vergleich zu 2014 %p 6 4 2 0 −2 −4 −6−1,0+2,2+4,1−6,0−0,7−1,1+2,6CSUFWGrüneSPDÖDPFDPLinke | Sitzverteilung im Kreistag Ansbach seit 2020Insgesamt 70 Sitze - Linke: 2 - SPD: 8 - Grüne: 11 - ÖDP: 4 - FW: 14 - FDP: 3 - CSU: 28 |

| Parteien und Wählergemeinschaften | Parteien und Wählergemeinschaften  | 2020   | 2020   | 2014   | 2014   | 2008   | 2008   | 2002   | 2002   | 1996   | 1996   |
| Parteien und Wählergemeinschaften | Parteien und Wählergemeinschaften  | %      | Sitze  | %      | Sitze  | %      | Sitze  | %      | Sitze  | %      | Sitze  |
| --------------------------------- | ---------------------------------- | ------ | ------ | ------ | ------ | ------ | ------ | ------ | ------ | ------ | ------ |
| CSU                               | Christlich-Soziale Union in Bayern | 40,0   | 28     | 41,0   | 29     | 45,2   | 32     | 49,4   | 36     | 49,9   | 36     |
| FW                                | Freie Wähler Bayern                | 20,5   | 14     | 18,3   | 13     | 16,0   | 11     | 14,1   | 10     | 10,9   | 08     |
| Grüne                             | Grüne Bayern                       | 16,5   | 11     | 12,4   | 09     | 9,9    | 07     | 6,9    | 04     | 8,1    | 05     |
| SPD                               | SPD Bayern                         | 11,6   | 08     | 17,6   | 12     | 18,4   | 13     | 20,5   | 14     | 20,3   | 14     |
| ÖDP                               | Ökologisch–Demokratische Partei    | 5,3    | 04     | 6,0    | 04     | 5,4    | 04     | 4,9    | 03     | 6,4    | 04     |
| FDP                               | FDP Bayern                         | 3,6    | 03     | 4,7    | 03     | 5,0    | 03     | 4,3    | 03     | 0–     | 0–     |
| Linke                             | Die Linke Bayern                   | 2,6    | 02     | 0–     | 0–     | 0–     | 0–     | 0–     | 0–     | 0–     | 0–     |
| FDP/FW                            | FDP Bayern/Freie Wähler            | 0–     | 0–     | 0–     | 0–     | 0–     | 0–     | 0–     | 0–     | 4,5    | 03     |
| gesamt                            | gesamt                             | 100,1  | 70     | 100,0  | 70     | 99,9   | 70     | 100,1  | 70     | 100,1  | 70     |
| Wahlbeteiligung                   | Wahlbeteiligung                    | 63,2 % | 63,2 % | 62,4 % | 62,4 % | 67,3 % | 67,3 % | 70,5 % | 70,5 % | 74,9 % | 74,9 % |

### Bezirksamtmänner (bis 1938) und Landräte (ab 1939)
- 1919–1924 Arnold Brinz
- 1924–1938 Arthur Gestering (BMP/DNVP)
- 1938–1939 Hermann Vogel (DNVP)
- 1939–1945 Rudolf Conrath (NSDAP)
- 1972–1990: Georg Ehnes (CSU)
- 1990–2002: Hermann Schreiber (CSU)
- 2002–2012: Rudolf Schwemmbauer (CSU)
- 2012–0000: Jürgen Ludwig (CSU)

Zum Nachfolger von Rudolf Schwemmbauer als Landrat wurde am 25. März 2012 Jürgen Ludwig (CSU) mit 60,27 % der Stimmen gewählt. Die Wahl war nötig geworden, da Schwemmbauer aufgrund einer Erkrankung den Kreistag um vorzeitige Entbindung vom Amt des Landrats zum 30. April 2012 gebeten hatte. In diesem Zeitraum waren Kurt Unger (SPD) und Stefan Horndasch (CSU) stellvertretende Landräte. Im Rahmen der konstituierenden Sitzung wurden ab Mai 2020 Hans Henninger (FW) zum stellvertretenden Landrat, Stefan Horndasch (CSU) und Rainer Erdel (FDP) zu den weiteren Stellvertretern bestimmt.

### Landratsamt
Das Dienstgebäude 1 des Landratsamts befindet sich in der Crailsheimstraße 1 und das Dienstgebäude 2 in der Crailsheimstraße 64 in der kreisfreien Stadt Ansbach. Zudem gibt es sieben Außenstellen im Kreisgebiet.

### Bürgerschaftliches Engagement
Das Lokale Bündnis für Familie lief bis 2008 als eines von bundesweit mehreren Modellprojekten. Es diente der Förderung der Familien und des bürgerschaftlichen Engagements in Zusammenarbeit mit Politik, Verwaltung, Bürgern, Bildungseinrichtungen und Vereinen.

### Wappen und Flagge

#### Aktuelles Wappen
| Wappen des Landkreises Ansbach | Blasonierung: „Unter gespaltenem Schildhaupt, darin vorne geviert von Silber und Schwarz, hinten in Rot drei silberne Spitzen, in Gold ein rot bewehrter schwarzer Doppeladler.“ |
| Wappen des Landkreises Ansbach | Wappenbegründung: Das Wappen nimmt Bezug auf drei frühere Regentschaften im Bereich des heutigen Landkreises Ansbach: - Das gesamte Gebiet gehörte im frühen Mittelalter zum Herzogtum Franken, das ursprünglich vom jeweiligen Kaiser als reichsunmittelbares Gebiet selbst regiert wurde. Herrschaftssymbol war der Reichsadler als Zeichen des Heiligen Römischen Reiches Deutscher Nation. Zur Repräsentation der ehemaligen Reichsstädte Rothenburg und Dinkelsbühl sowie der reichsfreien Stadt Feuchtwangen wurde der sogenannte Reichsadler Bestandteil des Landkreiswappens. - 1168 wurden die Bischöfe von Würzburg nominell Herzöge von Franken. Sie führten als Herrschaftszeichen den sogenannten fränkischen Rechen, der ab 1804 auch in das bayerische Wappen aufgenommen wurde. Heute verwenden alle drei fränkischen Regierungsbezirke und Schillingsfürst (früher Frankenheim) dieses heraldische Zeichen. - Ansbach als Mittelpunkt des Landkreises war von 1456 bis 1791 Hauptstadt der Markgrafschaft Brandenburg-Ansbach unter den Hohenzollern. Der preußische Zweig der Familie beherrschte noch bis 1806 den größten Teil des Gebiets des heutigen Landkreises. Diese Tatsache symbolisiert die Verwendung der sogenannten Hohenzollernvierung im Landkreiswappen. Das Wappen wurde am 24. Juli 1979 durch Bescheid der Regierung von Mittelfranken genehmigt. |

#### Historisches Wappen
| Wappen des Landkreises Ansbach bis 1972 | Blasonierung: „Unter Schwarz und Silber geviertem Schildhaupt in Grün ein schräglinker silberner Wellenbalken.“ |
| Wappen des Landkreises Ansbach bis 1972 | |

Banner
Hissflagge

#### Flagge
Am gleichen Tag wie das heutige Wappen genehmigte die Regierung von Mittelfranken auch die Flagge des Landkreises. Diese ist gleichmäßig längsgestreift von Weiß und Rot und mit dem Landkreiswappen belegt.

### Landkreispartnerschaften
- Erzgebirgskreis, Deutschland
- Mudanya, Türkei; seit 1997

## Wirtschaft
Im Zukunftsatlas 2016 belegte der Landkreis Ansbach Platz 255 von 402 Landkreisen, Kommunalverbänden und kreisfreien Städten in Deutschland und zählt damit zu den Regionen mit „ausgeglichenem Chancen-Risiko Mix“.
Die Wirtschaftsstruktur im Landkreis Ansbach wird durch kleine und mittlere Unternehmen geprägt. Als besonders wichtige Branchen lassen sich die kunststoffverarbeitende Industrie und Unternehmen der Informationstechnik nennen.
Der Playmobil-Hersteller geobra Brandstätter beschäftigt in Dietenhofen rund 600 Mitarbeiter. Die Kunststoffspritzerei ist eine der größten in Europa. Die Firma Pan-plast in Aurach fertigt Kunststoff-Formteile für die Branchen Elektrotechnik, Automobilbau und Medizintechnik. Mittelständische IT-Unternehmen ergänzen die sonst eher an der „old economy“ ausgerichtete Wirtschaftsstruktur im Landkreis Ansbach.

## Kultur und Bildung

Der Marktplatz in Feuchtwangen wird auch als Festsaal Frankens bezeichnet.

### Kultur
Im Landkreis gibt es viele verschiedene kulturelle Veranstaltungen: Von den vielen Kirchweihen im Jahresablauf bis hin zu den großen Konzertveranstaltungen wie das Taubertal-Festival in Rothenburg ob der Tauber. Mit der Kinderzeche in Dinkelsbühl gibt es im Landkreis überregional bekannte Historienfestspiele.

### Bildung
Es sind zahlreiche Bildungseinrichtungen im Landkreis und in der Stadt Ansbach vorhanden. Sie bieten eine Vielzahl an Entwicklungs- und Ausbildungsmöglichkeiten für Kinder und Erwachsene.
Allgemeinbildende Schulen
- 57 Grundschulen (davon 47 im Landkreis Ansbach)
- 7 Förderzentren (davon 6 im Landkreis Ansbach)
- 19 Mittelschulen (davon 16 im Landkreis Ansbach)
- 8 Realschulen (davon 7 im Landkreis Ansbach)
- 2 Wirtschaftsschulen (davon 1 im Landkreis Ansbach)
- 8 Gymnasien (davon 5 im Landkreis Ansbach)

Berufliche Schulen
- 5 Berufsschulen (davon 2 mit 5 Standorten im Landkreis Ansbach)
- 2 Berufsoberschulen (davon 1 im Landkreis Ansbach)
- 3 Fachoberschulen (davon 2 im Landkreis Ansbach)
- 20 Berufsfachschulen (davon 11 im Landkreis Ansbach)
- 9 Fachschulen (davon 7 im Landkreis Ansbach)
- 3 Fachakademien (davon 2 im Landkreis Ansbach)
- 3 Hochschulen (davon 2 im Landkreis Ansbach)

### Baudenkmäler

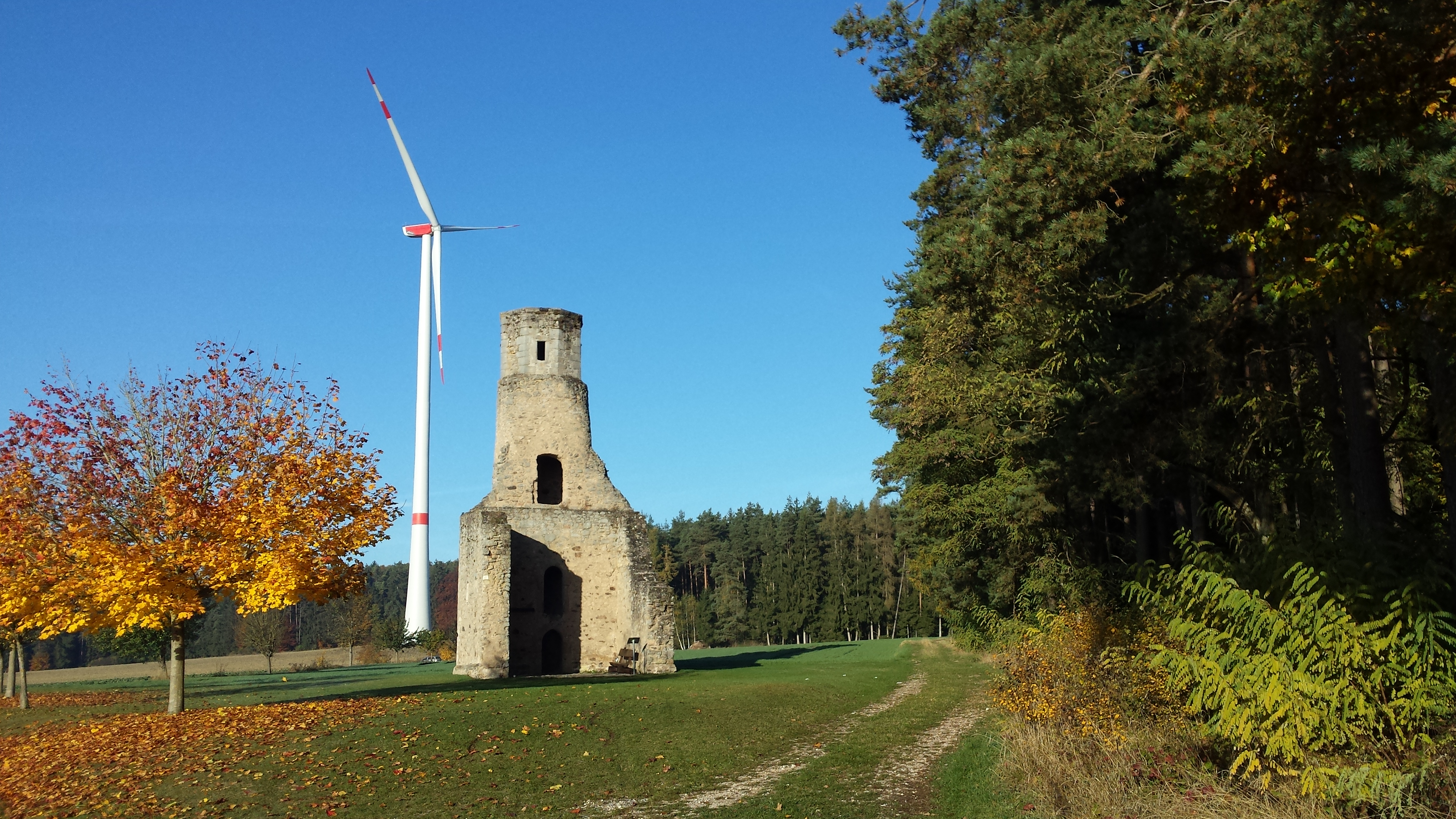
Die Kirchenruine der Zirkelkappl bei Dentlein am Forst.

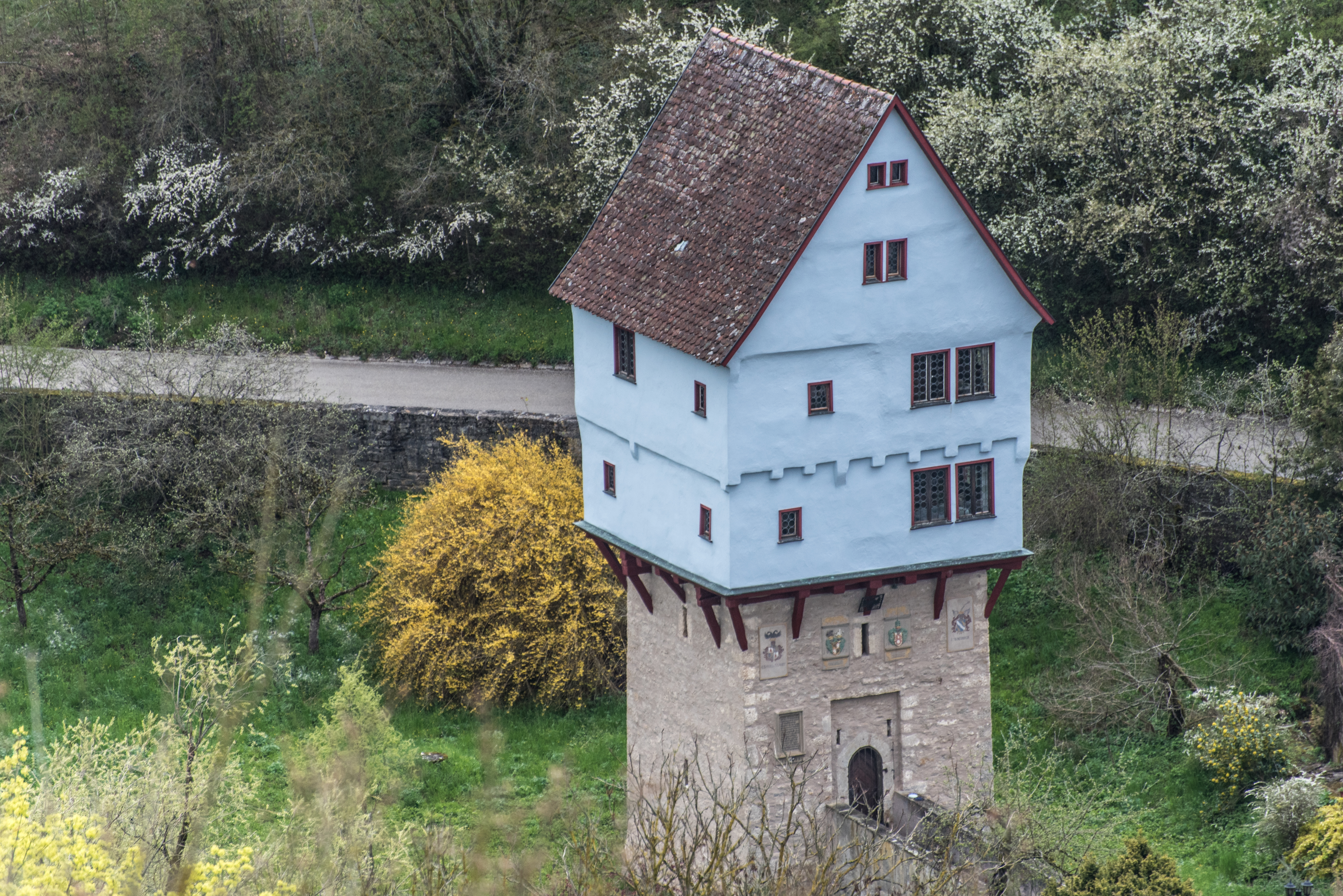
Topplerschlösschen

#### Jüdische Friedhöfe
Im Landkreis Ansbach gibt es drei jüdische Friedhöfe: In Bechhofen, in Rothenburg ob der Tauber und in Schopfloch. Dabei ist der Friedhof in Bechhofen mit 2223 Grabsteinen der größte.

#### Steinkreuze
Siehe hierzu: Liste der Steinkreuze im Landkreis Ansbach.

#### Denkmäler
Siehe hierzu: 
- Liste aller Denkmäler im Landkreis Ansbach. Abgerufen am 23. Januar 2020.
- Liste von Pfarrhäusern im Landkreis Ansbach

## Gartenschau
In Wassertrüdingen fand 2019 die Landesgartenschau statt.

## Gesundheit
Das gemeinsame Kommunalunternehmen des Landkreises Ansbach und der Stadt Ansbach, ANregiomed betreibt Kliniken in Ansbach, Dinkelsbühl, Rothenburg ob der Tauber sowie eine Praxisklinik in Feuchtwangen, sowie ambulante Gesundheitsversorgung in fünf medizinischen Versorgungszentren in Ansbach, Dinkelsbühl, Feuchtwangen und Rothenburg. Auch wird eine Akademie mit sieben Fachschulen für Pflegeberufe geführt. Insgesamt beschäftigt ANredgiomed 2.500 Mitarbeiter und versorgt jährlich 40.000 akutstationäre und über 90.000 ambulante Patienten.
Zudem gibt es im Landkreis noch die Klinik Neuendettelsau, die von der Diakonie Neuendettelsau unterhalten wird.

## Verkehr

### Straßen
Der Landkreis wird auf etwa 100 km Länge von zwei Bundesautobahnen durchquert, die A 6 von West nach Ost in der Mitte des Landkreises, die A 7 von Nord nach Süd am westlichen Rand des Landkreises. Beide Bundesautobahnen treffen sich am Autobahnkreuz Feuchtwangen/Crailsheim.
Neben den Bundesstraßen 13, 14 und 25 verlaufen kurze Teilstücke der B 466 östlich von Windsbach und der B 470 nordöstlich von Rothenburg ob der Tauber durch den Landkreis, insgesamt etwa 80 km.
Nach Angaben des Landkreises gibt es 59 Kreisstraßen mit 595 km Länge. Zur Länge straßenbegleitender Radweg oder zur Länge des Radverkehrsnetzes insgesamt liegen keine Angaben vor. Der Kreis ist Mitglied in der AGFK Bayern, der Arbeitsgemeinschaft Fahrradfreundlicher Kommunen. Ein radverkehrskonzept wird auf den Weg gebracht.

#### Kfz-Kennzeichen
Am 1. Juli 1956 wurde dem Landkreis bei der Einführung der bis heute gültigen Kfz-Kennzeichen das Unterscheidungszeichen AN zugewiesen. Es wird durchgängig bis heute ausgegeben.
Bis in die 1990er Jahre erhielten Fahrzeuge aus den Altkreisen besondere Erkennungsnummern:
| Gebiet                            | Buchstaben | Zahlen      |
| --------------------------------- | ---------- | ----------- |
| Altkreis Ansbach                  | AA bis AZ  | 100 bis 999 |
| Altkreis Ansbach                  | CA bis CZ  | 100 bis 999 |
| Altkreis Ansbach                  | JA bis JZ  | 100 bis 999 |
| Altkreis Ansbach                  | KA bis KY  | 100 bis 999 |
| Altkreis Ansbach                  | NA bis NZ  | 100 bis 999 |
| Altkreis Ansbach                  | RA bis RZ  | 100 bis 999 |
| Altkreis Ansbach                  | SC bis SZ  | 100 bis 999 |
| Altkreis Dinkelsbühl              | DA bis DZ  | 100 bis 999 |
| Altkreis Dinkelsbühl              | LA bis LZ  | 100 bis 999 |
| Altkreis Feuchtwangen             | EA bis EZ  | 100 bis 999 |
| Altkreis Feuchtwangen             | PA bis PZ  | 100 bis 999 |
| Altkreis Rothenburg ob der Tauber | HA bis HZ  | 100 bis 999 |
| Altkreis Rothenburg ob der Tauber | MA bis MZ  | 100 bis 999 |

Seit dem 10. Juli 2013 sind aufgrund der Kennzeichenliberalisierung auch die Unterscheidungszeichen DKB (Dinkelsbühl), FEU (Feuchtwangen) und ROT (Rothenburg ob der Tauber) erhältlich.

### Bahnlinien
In der Kreisstadt kreuzen sich zwei wichtige Eisenbahnlinien: Von Nord nach Süd führt die Strecke Würzburg – Treuchtlingen, deren erster Teil 1859 auf Kosten der Stadt Ansbach als Anschlussbahn erbaut wurde; diese stellte in Gunzenhausen einen Abzweig von der Staatsbahn Nürnberg – München her, die schon im Jahre 1849 bei Wassertrüdingen das Kreisgebiet berührt hatte.
Die Bayerischen Staatseisenbahnen setzten 1864 den Bau von Ansbach in Richtung Würzburg fort. 1875 nahmen sie die Ost-West-Linie Nürnberg – Ansbach – Crailsheim in Betrieb.
Die ländlichen Gegenden und zahlreiche Kleinstädte wurden bis zum Beginn des Ersten Weltkrieges mit staatlichen Lokalbahnen versorgt: Schon 1876 führten Stichbahnen einerseits von Dombühl an der Ost-West-Strecke nach Feuchtwangen und andererseits von Nördlingen nach Dinkelsbühl, die ab 1881 miteinander verbunden wurden. 1905 nahm man die Lokalbahn von Dombühl über Schillingsfürst nach der Stadt Rothenburg o. T. in Betrieb, die allerdings bereits seit 1873 eine Verbindung nach Steinach an der Hauptstrecke Ansbach – Würzburg besaß.
Von der Hauptstrecke Nürnberg – Crailsheim zweigten ferner folgende Lokalbahnen ab:
1894 Wicklesgreuth – Neuendettelsau – Windsbach und 1903 Leutershausen-Wiedersbach – Herrieden – Bechhofen. 1914/15 erhielten einige Gemeinden östlich von Ansbach einen direkten Bahnanschluss durch die Bibertbahn vom Bahnhof Nürnberg-Stein nach Unternbibert-Rügland.
Damit war das Eisenbahnnetz auf 229 km Länge angewachsen. In den Jahren 1966 bis 1985 wurde der Personenverkehr auf 107 km eingestellt:
- 1966/68: Leutershausen-Wiedersbach – Herrieden – Bechhofen 23 km;
- 1971: Steinach bei Rothenburg o. T. – Schillingsfürst – Dombühl 26 km; Nürnberg-Stein – Unternbibert-Rügland 32 km;
- 1985: Gunzenhausen – Wassertrüdingen – Nördlingen 7 km; Dombühl – Feuchtwangen – Dinkelsbühl – Nördlingen 38 km

Seitdem werden nur noch das Kreuz der Hauptbahnen und zwei Nebenbahnen von 122 km mit Personenverkehr bedient. Allerdings stehen zusätzlich 45 km für Museumsbahnen zur Verfügung.
Es wird aber eine Reaktivierung der Bahnstrecke Nördlingen–Dombühl von den Lokalpolitikern angestrebt.

### Flugverkehr
Nächster Verkehrsflughafen ist Nürnberg. Bei Ansbach gibt es den Flugplatz Ansbach-Petersdorf. Außerdem gibt es nahe Rothenburg ob der Tauber den Flugplatz Rothenburg ob der Tauber und in Katterbach einen Militärflugplatz der US-Armee für Hubschrauber. Am Flugplatz Dinkelsbühl-Sinbronn befindet sich eine Luftrettungsstation der ADAC gGmbH mit dem Rettungshelikopter Christoph 65.

## Gemarkungen
Im Landkreis gibt es 267 Gemarkungen, zwölf davon sind gemeindeübergreifend.

## Gemeinden
Es gibt 58 politische Gemeinden, von denen 26 eine eigene Verwaltung haben, und 8 Verwaltungsgemeinschaften. 
| (Einwohner am 31. Dezember 2024) Städte 1. Dinkelsbühl, Große Kreisstadt (12.260) 2. Feuchtwangen (12.551) 3. Heilsbronn (9692) 4. Herrieden (8295) 5. Leutershausen (5570) 6. Merkendorf (3099) 7. Ornbau (1720) 8. Rothenburg ob der Tauber, Große Kreisstadt (11.365) 9. Schillingsfürst (2770) 10. Wassertrüdingen (6414) 11. Windsbach (6114) 12. Wolframs-Eschenbach (3282) Märkte 1. Arberg (2233) 2. Bechhofen (6365) 3. Colmberg (2134) 4. Dentlein am Forst (2325) 5. Dietenhofen (5771) 6. Dombühl (2014) 7. Dürrwangen (2534) 8. Flachslanden (2452) 9. Lehrberg (3102) 10. Lichtenau (3784) 11. Schopfloch (2890) 12. Weidenbach (2479) 13. Weiltingen (1404) | Weitere Gemeinden 1. Adelshofen (908) 2. Aurach (3104) 3. Bruckberg (1252) 4. Buch a.Wald (986) 5. Burgoberbach (3754) 6. Burk (1112) 7. Diebach (1177) 8. Ehingen (1940) 9. Gebsattel (1738) 10. Gerolfingen (925) 11. Geslau (1389) 12. Insingen (1211) 13. Langfurth (2042) 14. Mitteleschenbach (1679) 15. Mönchsroth (1653) 16. Neuendettelsau (8138) 17. Neusitz (1978) 18. Oberdachstetten (1628) 19. Ohrenbach (558) 20. Petersaurach (5000) 21. Röckingen (754) 22. Rügland (1257) 23. Sachsen b.Ansbach (3720) 24. Schnelldorf (3567) 25. Steinsfeld (1235) 26. Unterschwaningen (868) 27. Weihenzell (2980) 28. Wettringen (983) 29. Wieseth (1329) 30. Wilburgstetten (2013) 31. Windelsbach (1071) 32. Wittelshofen (1246) 33. Wörnitz (1819) Gemeindefreies Gebiet Unterer Wald (1,82 km², unbewohnt) | Verwaltungsgemeinschaften 1. Dentlein a.Forst mit den Mitgliedsgemeinden Burk, Dentlein a.Forst (Markt) und Wieseth 2. Hesselberg mit dem Mitgliedsgemeinden Ehingen (Sitz), Gerolfingen, Röckingen, Unterschwaningen und Wittelshofen 3. Rothenburg ob der Tauber mit den Mitgliedsgemeinden Adelshofen, Gebsattel, Geslau, Insingen, Neusitz, Ohrenbach, Steinsfeld und Windelsbach (Sitz: Rothenburg ob der Tauber) 4. Schillingsfürst mit den Mitgliedsgemeinden Buch am Wald, Diebach, Dombühl (Markt), Schillingsfürst (Stadt), Wettringen und Wörnitz 5. Triesdorf mit den Mitgliedsgemeinden Stadt Ornbau und Markt Weidenbach (Sitz) 6. Weihenzell mit den Mitgliedsgemeinden Bruckberg, Rügland und Weihenzell 7. Wilburgstetten mit den Mitgliedsgemeinden Mönchsroth, Weiltingen (Markt) und Wilburgstetten 8. Wolframs-Eschenbach mit den Mitgliedsgemeinden Mitteleschenbach und Wolframs-Eschenbach (Stadt) |

## Gemeinden des Landkreises vor der Gebietsreform 1971/72
Vor der Gebietsreform hatte der Landkreis Ansbach 82 Gemeinden. Die Gemeinden, die es heute noch gibt, sind fett geschrieben:

Landkreis Ansbach, Gemeindegrenzenkarte von 1961

| frühere Gemeinde         | heutige Gemeinde    | heutiger Landkreis       |
| ------------------------ | ------------------- | ------------------------ |
| Aich                     | Neuendettelsau      | Landkreis Ansbach        |
| Alberndorf               | Sachsen bei Ansbach | Landkreis Ansbach        |
| Altendettelsau           | Petersaurach        | Landkreis Ansbach        |
| Auerbach                 | Colmberg            | Landkreis Ansbach        |
| Bechhofen                | Neuendettelsau      | Landkreis Ansbach        |
| Bernhardswinden          | Ansbach             | Kreisfreie Stadt Ansbach |
| Bertholdsdorf            | Windsbach           | Landkreis Ansbach        |
| Betzendorf               | Heilsbronn          | Landkreis Ansbach        |
| Bonnhof                  | Heilsbronn          | Landkreis Ansbach        |
| Brodswinden              | Ansbach             | Kreisfreie Stadt Ansbach |
| Bruckberg                | Bruckberg           | Landkreis Ansbach        |
| Brunn                    | Windsbach           | Landkreis Ansbach        |
| Brünst                   | Lehrberg            | Landkreis Ansbach        |
| Büchelberg               | Leutershausen       | Landkreis Ansbach        |
| Bürglein                 | Heilsbronn          | Landkreis Ansbach        |
| Colmberg                 | Colmberg            | Landkreis Ansbach        |
| Elpersdorf bei Ansbach   | Ansbach             | Kreisfreie Stadt Ansbach |
| Elpersdorf bei Windsbach | Windsbach           | Landkreis Ansbach        |
| Erlbach                  | Leutershausen       | Landkreis Ansbach        |
| Eyb                      | Ansbach             | Kreisfreie Stadt Ansbach |
| Fischbach                | Lichtenau           | Landkreis Ansbach        |
| Flachslanden             | Flachslanden        | Landkreis Ansbach        |
| Forst                    | Weihenzell          | Landkreis Ansbach        |
| Götteldorf               | Dietenhofen         | Landkreis Ansbach        |
| Gräfenbuch               | Lehrberg            | Landkreis Ansbach        |
| Großhaslach              | Petersaurach        | Landkreis Ansbach        |
| Grüb                     | Weihenzell          | Landkreis Ansbach        |
| Haag                     | Neuendettelsau      | Landkreis Ansbach        |
| Haasgang                 | Weihenzell          | Landkreis Ansbach        |
| Heilsbronn               | Heilsbronn          | Landkreis Ansbach        |
| Hennenbach               | Ansbach             | Kreisfreie Stadt Ansbach |
| Herpersdorf              | Lichtenau           | Landkreis Ansbach        |
| Heßbach                  | Lehrberg            | Landkreis Ansbach        |
| Höfstetten               | Ansbach             | Landkreis Ansbach        |
| Immeldorf                | Lichtenau           | Landkreis Ansbach        |
| Jochsberg                | Leutershausen       | Landkreis Ansbach        |
| Kehlmünz                 | Dietenhofen         | Landkreis Ansbach        |
| Ketteldorf               | Heilsbronn          | Landkreis Ansbach        |
| Kettenhöfstetten         | Flachslanden        | Landkreis Ansbach        |
| Kleinhaslach             | Dietenhofen         | Landkreis Ansbach        |
| Lehrberg                 | Lehrberg            | Landkreis Ansbach        |
| Leutershausen            | Leutershausen       | Landkreis Ansbach        |
| Lichtenau                | Lichtenau           | Landkreis Ansbach        |
| Malmersdorf              | Lichtenau           | Landkreis Ansbach        |
| Mitteldachstetten        | Oberdachstetten     | Landkreis Ansbach        |
| Mittelramstadt           | Leutershausen       | Landkreis Ansbach        |
| Moosbach                 | Windsbach           | Landkreis Ansbach        |
| Müncherlbach             | Heilsbronn          | Landkreis Ansbach        |
| Neuendettelsau           | Neuendettelsau      | Landkreis Ansbach        |
| Neunkirchen              | Leutershausen       | Landkreis Ansbach        |
| Neuses                   | Ansbach             | Kreisfreie Stadt Ansbach |
| Neustetten               | Flachslanden        | Landkreis Ansbach        |
| Oberdachstetten          | Oberdachstetten     | Landkreis Ansbach        |
| Obersulzbach             | Lehrberg            | Landkreis Ansbach        |
| Petersaurach             | Petersaurach        | Landkreis Ansbach        |
| Ratzenwinden             | Sachsen bei Ansbach | Landkreis Ansbach        |
| Rauenbuch                | Leutershausen       | Landkreis Ansbach        |
| Retzendorf               | Windsbach           | Landkreis Ansbach        |
| Rügland                  | Rügland             | Landkreis Ansbach        |
| Sachsen                  | Sachsen bei Ansbach | Landkreis Ansbach        |
| Sauernheim               | Windsbach           | Landkreis Ansbach        |
| Schalkhausen             | Ansbach             | Kreisfreie Stadt Ansbach |
| Schlauersbach            | Lichtenau           | Landkreis Ansbach        |
| Seitendorf               | Heilsbronn          | Landkreis Ansbach        |
| Sondernohe               | Flachslanden        | Landkreis Ansbach        |
| Suddersdorf              | Windsbach           | Landkreis Ansbach        |
| Unternbibert             | Rügland             | Landkreis Ansbach        |
| Unterrottmannsdorf       | Lichtenau           | Landkreis Ansbach        |
| Veitsaurach              | Windsbach           | Landkreis Ansbach        |
| Vestenberg               | Petersaurach        | Landkreis Ansbach        |
| Virnsberg                | Flachslanden        | Landkreis Ansbach        |
| Volkersdorf              | Sachsen bei Ansbach | Landkreis Ansbach        |
| Wattenbach               | Lichtenau           | Landkreis Ansbach        |
| Weihenzell               | Weihenzell          | Landkreis Ansbach        |
| Weißenbronn              | Heilsbronn          | Landkreis Ansbach        |
| Weiterndorf              | Heilsbronn          | Landkreis Ansbach        |
| Wernsbach bei Ansbach    | Weihenzell          | Landkreis Ansbach        |
| Wernsbach                | Neuendettelsau      | Landkreis Ansbach        |
| Wiedersbach              | Leutershausen       | Landkreis Ansbach        |
| Windsbach                | Windsbach           | Landkreis Ansbach        |
| Wollersdorf              | Neuendettelsau      | Landkreis Ansbach        |
| Zailach                  | Lehrberg            | Landkreis Ansbach        |

## Schutzgebiete
Im Landkreis Ansbach befinden sich 16 Naturschutzgebiete, zwei Landschaftsschutzgebiete, 24 Geotope und 18 ausgewiesene FFH-Gebiete (Stand August 2016). Im Landkreis liegt das Wiesmet, eines der größten und bedeutendsten Feuchtgebiete im süddeutschen Raum.
Siehe auch:
- Liste der Naturschutzgebiete im Landkreis Ansbach
- Liste der Landschaftsschutzgebiete im Landkreis Ansbach
- Liste der FFH-Gebiete im Landkreis Ansbach
- Liste der Geotope im Landkreis Ansbach